# Monastère de Riwoché
Le monastère de Riwoché est un monastère du bouddhisme tibétain fondé en 1276 dans le Kham, au Tibet oriental.
Selon Ron Csillag, un écrivain spécialiste des religions, quand les communistes chinois envahirent le Tibet en 1950, le monastère de Riwoché a été rasé, ses 1 000 moines et nonnes ont été tués ou emprisonnés, et les 100 000 livres de la bibliothèque ont été détruits, cependant, certains volumes et textes sacrés ont été sortis du Tibet, probablement en Inde, au Népal ou au Bhoutan.
Selon Songtsen, une association ayant pour but la préservation et la mise à disposition de la tradition culturelle et spirituelle des Tibétains, la bibliothèque du monastère de Riwoché comportaient d'anciens manuscrits indiens du XIIIe siècle provenant des universités de Nalanda et Vikramashila, ainsi qu'une vaste collection de traductions uniques d'enseignements bouddhiques et de commentaires. Ces livres étaient si nombreux qu'ils brûlèrent plusieurs mois quand ils furent détruits par l'armée chinoises.